# کوستیلا (نیومکزیکو)
کوستیلا (به انگلیسی: Costilla) یک منطقهٔ مسکونی در ایالات متحده آمریکا است که در نیومکزیکو واقع شده‌است. کوستیلا ۲۰۵ نفر جمعیت دارد و ۲٬۳۸۱٫۱۳ متر بالاتر از سطح دریا واقع شده‌است.